# Hà Xuân Trừng
Hà Xuân Trừng (sinh ngày 20 tháng 11 năm 1942) là giáo sư, tiến sĩ và nhà kinh tế học người Việt Nam, từng giữ chức Tổng trưởng Bộ Tài chánh Việt Nam Cộng hòa. Sau khi Việt Nam cải cách mở cửa, ông trở về nước sinh sống và làm việc cho tới nay.

## Tiểu sử
Hà Xuân Trừng chào đời ngày 20 tháng 11 năm 1942 tại tỉnh Thừa Thiên Huế, Trung Kỳ, Liên bang Đông Dương.:869
Ông tốt nghiệp Đại học Georgia ở Mỹ với tấm bằng Cử nhân Quản trị kinh doanh.:869 Từ năm 1963 đến năm 1964, ông theo học tại Đại học Yale và đậu lấy bằng Thạc sĩ Kinh tế.:869
Từ năm 1965 đến 1966, ông vào làm chuyên viên tại Ngân hàng Quốc gia Việt Nam.:869 Từ năm 1966 đến năm 1969, ông làm thư ký Ngân hàng Quốc gia Việt Nam.:869 Năm 1972, ông là giáo sư tại Trường Kinh tế và Kinh doanh thuộc Viện Đại học Minh Đức.:869
Từ năm 1969 đến năm 1971, ông giữ chức Thứ trưởng Bộ Tài chánh.:869 Từ năm 1971 đến năm 1973, ông được bổ nhiệm làm Tổng trưởng Bộ Tài chánh Việt Nam Cộng hòa.:869 Sự kiện ông trở thành Thứ trưởng Bộ Tài chánh khi chỉ mới 28 tuổi và Tổng trưởng Bộ Tài chánh vào năm 30 tuổi đã gây chấn động đương thời. Sau khi kết thúc nhiệm kỳ, ông được trao học bổng chính phủ để theo học ngành kinh tế chính trị tại Đại học Harvard bên Mỹ và dự định trở về Việt Nam để tiếp tục sự nghiệp trong tương lai. Sau biến cố 30 tháng 4 năm 1975, ông tin rằng mình chẳng còn có cơ hội nào quay trở lại Việt Nam nữa và việc tiếp tục theo học ngành chính trị cũng chẳng ích gì nếu chọn ở lại Mỹ nên đã chuyển sang học ngành quản trị kinh doanh.
Năm 1978, ông thi đậu bằng MBA của Đại học Harvard rồi về sau đi học lấy bằng tiến sĩ hai năm chuyên ngành kinh tế chính trị và kinh tế chính phủ tại Trường Harvard Kennedy.
Sau khi Việt Nam cải cách mở cửa đã kêu gọi kiều bào về nước đóng góp cho quê hương. Hà Xuân Trừng về Việt Nam lần đầu tiên vào năm 1993, sau đó ông quyết định trở về nước sinh sống và làm việc cho tới nay.

## Đời tư
Theo cuốn Who's who in Vietnam năm 1974, ông là một Phật tử, đã lập gia đình và có ba người con.:869